# Oscar Wergeland
Oscar Wergeland, né le 12 octobre 1844 à Oslo et mort le 20 mai 1910 dans cette même ville est un peintre norvégien. Il est connu en particulier pour ses peintures historiques et ses portraits. 

## Biographie
Il naît à Oslo en 1844, et son père émigre en Amérique vers 1860.
Il est le petit-neveu de l'homme politique Nicolai Wergeland (en) (1780-1848). Sa sœur Agnes Wergeland (en) (1857-1914) est la première femme à obtenir un diplôme de doctorat en Norvège.
Il est un élève de  David Arnesen (1818–1895) à l'Académie de Norvège puis étudie la peinture à l'Académie royale de Copenhague et l'histoire de la peinture à Munich entre 1874 et 1876. Il habite à Munich jusqu'en 1889. À partir de cette date, il enseigne à l'Académie nationale de Norvège à Oslo,.

## Style
Il fait partie de la génération de peintres à cheval entre le romantisme et le modernisme.

## Œuvres notables
- Inga kongsmor betror Håkon Håkonsson til birkebeinerne (1869)
- Nordmennene lander på Island (1877)
- Frühschoppen, antakelig (1883)
- Gudstjeneste i en tysk landsbykirke, antakelig, (1883)
- Murere i arbeid, utvendig frise, antakelig (1892)

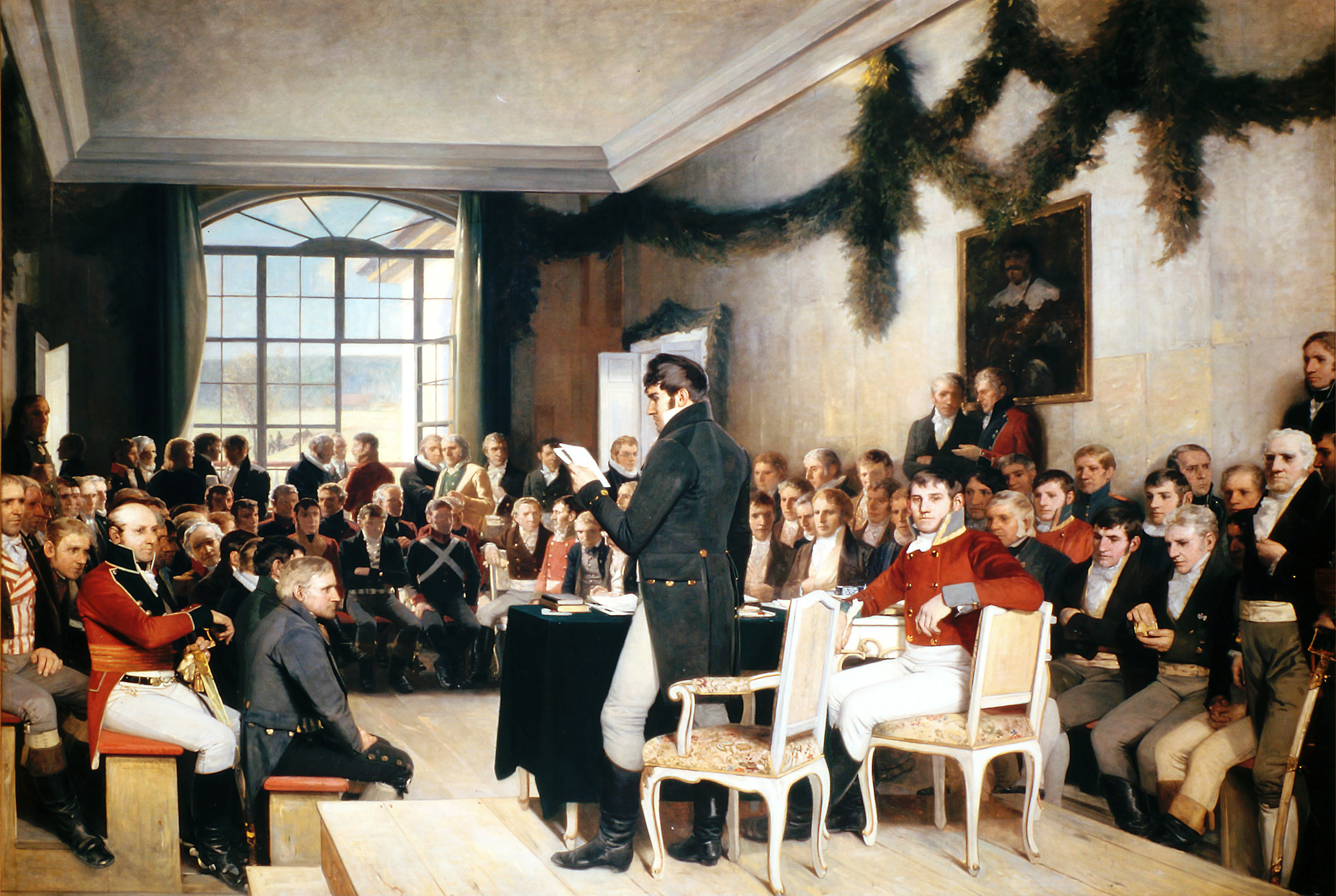
Riksforsamlingen på Eidsvoll 1814, L'Assemblée d'Eidsvoll, 1885. Tableau conservé au Storting.
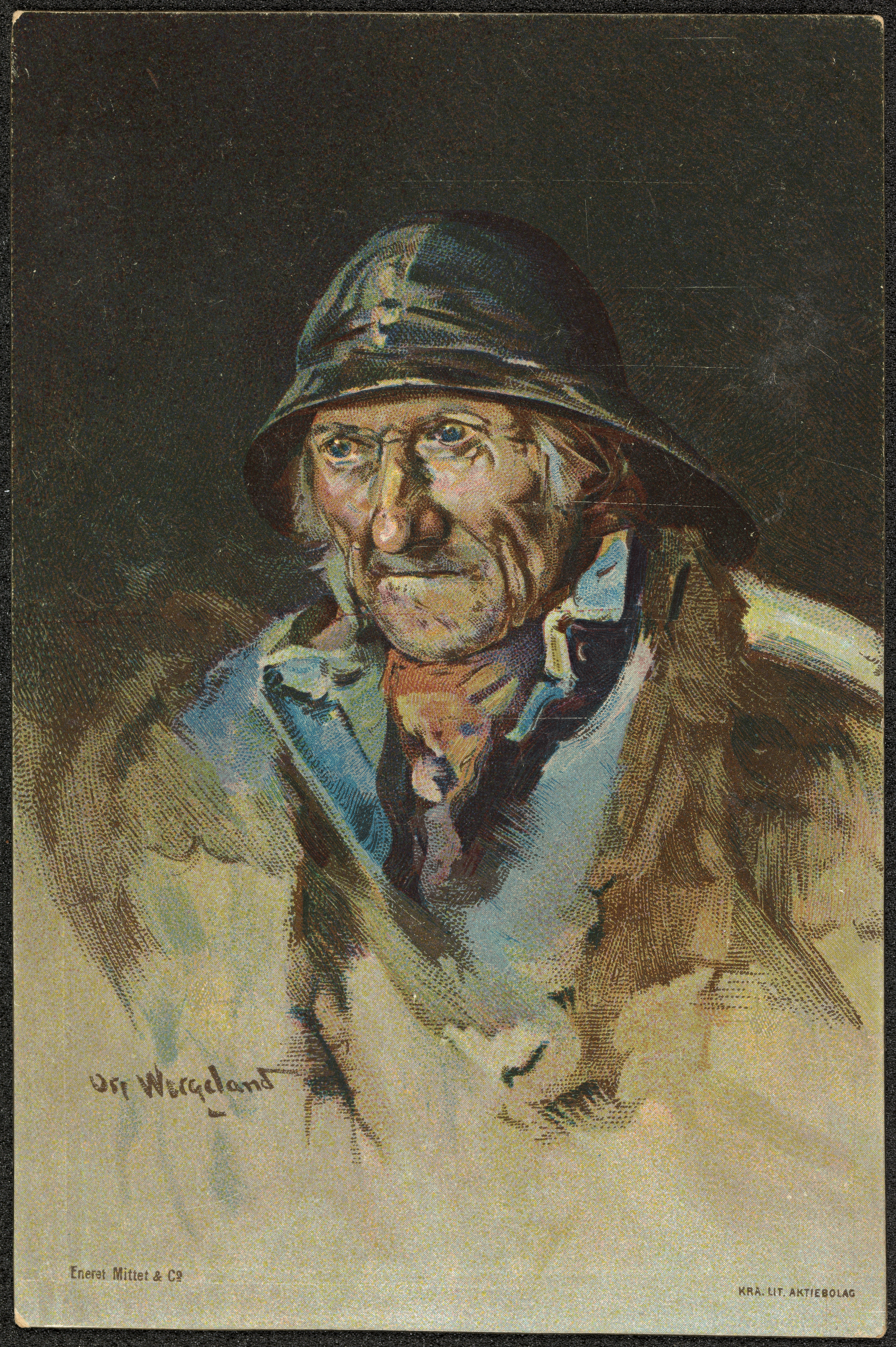
Pêcheur par Oscar Wergeland (vers 1880-1890).
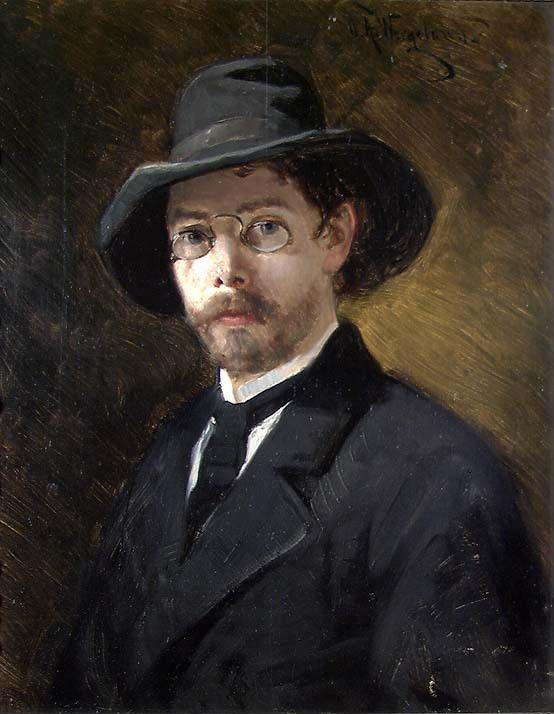
Portrait du peintre suédois Reinhold Callmander (de).